# چبوش
چبوش (به لاتین: Trzeboś) یک سکونتگاه مسکونی در لهستان است که در Gmina Sokołów Małopolski واقع شده‌است.